# شاخص قدرت بنزهاف

مدل رایانه‌ای از شاخص قدرت بنرهاف

شاخص قدرت بنزهاف (به انگلیسی: Banzhaf power index) یا شاخص پنروز–بنزهاف (به انگلیسی: Penrose–Banzhaf index) یا شاخص بنزهاف–کلمن (به انگلیسی: Banzhaf–Coleman index) یک شاخص قدرت است که بر مبنای احتمال تغییر نتیجهٔ یک رأی‌گیری که وزن رأی‌دهی رأی‌دهندگان یا سهامداران الزاماً با هم برابر نیست تعریف می‌شود.
برای محاسبهٔ قدرت یک رأی‌دهنده با شاخص بنزهاف، باید همهٔ ائتلاف‌های برنده را فهرست کرد و سپس رأی‌دهندگان بحرانی را شمرد. رأی‌دهندهٔ بحرانی کسی است که اگر رأیش را از آری به خیر تغییر دهد (رأی نوسانی)، طرح تصویب نخواهد شد. قدرت رأی‌دهنده برابر رأی‌های نوسانی او تقسیم بر کل آرای نوسانی است.